# Neommatissus philippinensis
Neommatissus philippinensis är en insektsart som först beskrevs av Baker 1919.  Neommatissus philippinensis ingår i släktet Neommatissus och familjen Tropiduchidae. Inga underarter finns listade i Catalogue of Life.